# Pisa (település)
Pisa (IPA: [' pi:za]; hallgasd) olasz város Toszkánában; Pisa megye és az érsekség székhelye. A Tirrén-tengertől 7,5 kilométerre fekszik az Arno folyó két partján, amelyen több hídja is van. Világszerte ismert a ferde tornyáról. A Pisai Egyetem története a középkorig nyúlik vissza.

## Története
Pisa Kr. e. 179-ben lett római gyarmat, kikötője ekkor csak 2 kilométernyire volt a várostól. Miként a többi észak-olaszországi városok, fölváltva a gótok, longobardok, frankok birtokában volt. Önállóságát megszerezvén, gyorsan fölvirágzott, különösen amikor versenytársát, Amalfit a normannok segítségével 1137-ben földúlta. A guelf és ghibellin háborúkban mindig a császár pártján állott. A Hohenstaufok bukása maga után vonta a ghibellin város bukását is, amikor a genovaiak Oberto Doria vezetése alatt 1284. augusztus 6-án Meloriánál hajóhadát megsemmisítették. Ehhez járultak belső súrlódások és viszályok is. Hosszas küzdelem után végül 1399-ben a Viscontiak birtokába jutott, akik 1405-ben eladták Firenzének. Még egyszer megkísértette Pisa Firenze ellenében függetlenségét kivívni; ebben őt VIII. Károly francia király is támogatta, de elkeseredett küzdelem után 1509-ben kénytelen volt magát újra megadni. Ekkor azután gyorsan hanyatlásnak indult. 
Az újkorban az oktatási intézményei mellett könnyűipari központ és vasúti csomópont lett. A második világháború alatt súlyosan sérült.

## Népesség
1881-ben 53 957, 1893-ban a becslések szerint 62 400, 2005-ben már 90 482 lakosa volt.

## Közigazgatás
Kerületek:
- Marina di Pisa
- Tirrenia
- Calambrone
- Barbaricina
- Riglione
- Oratoio
- Putignano
- San Piero a Grado
- Coltano
- Sant’Ermete

## Látnivalók
Fő szócikk: Dóm tér (Pisa)
A város központja a Piazza dei Miracoli vagy Piazza del Duomo (Dóm-tér).
- Pisai ferde torony (Torre pendente): A torony építése 200 évig tartott és három szakaszban történt. A fehér márványból készült harangtorony első szintjének építése 1173. augusztus 9-én kezdődött. A szintet klasszikus oszlopfőkkel díszített oszlopok szegélyezik. Az építész személyazonossága mindmáig vitatott. Sok éven át a tervezést Guglielmo és Bonanno Pisano tulajdonították.

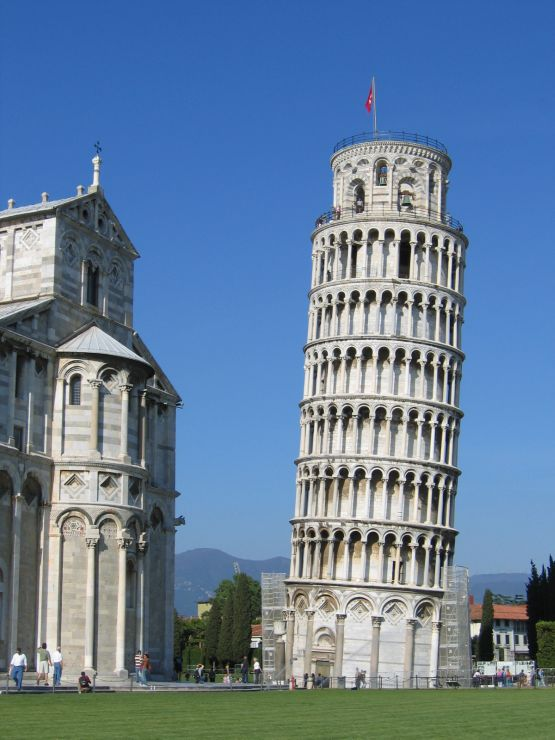
A pisai dóm mellett álló nevezetes ferde torony, a templom harangtornya

- Pisai dóm (Duomo di Santa Maria Assunta): A Nagyboldogasszonynak szentelt dóm építése 1064-ben kezdődött. Az építész Buscheto volt; őt tekintik a pisai román stílus megteremtőjének. A belső mozaikok erős bizánci hatást tükröznek, míg a boltívek az iszlám művészet hatására utalnak. A homlokzat szürke márványból, illetve színes márvánnyal díszített fehér kőből készült. A mester a középső ajtón levő felirat szerint egy bizonyos Rainaldo volt.
- Battistero: Ez Olaszországban a legnagyobb keresztelőkápolna: a kerülete 107,25 méter. Ha beszámítjuk a tetején levő Keresztelő Szent János-szobrot, akkor néhány centiméterrel meghaladja a ferde torony magasságát. A román stílusú kerek építmény alapkövét 1153 augusztusában tették le. Az építész neve Diotosalvi magister. A befejezés a 14. századig váratott magára. A kápolna kupoláján 13. századi aranymozaik található.
- A temető márványfala (Camposanto Monumentale): Azt mondják, hogy a fallal körülvett temető, a Camposanto egy hajórakomány szentelt föld köré épült, amelyet a negyedik keresztes hadjárat során Ubaldo de’ Lanfranchi püspök hozott a Golgotáról. Maga az épület egy évszázaddal később épült: 1278-ban kezdte el Giovanni di Simone építész, s csak 1464-ben fejezték be.

További látnivalók:
- Santa Maria della Spina-templom
- San Michele in Borgo-templom
- San Paolo a Ripa d'Arno-templom
- Santa Caterina-templom
- Piazza dei Cavalieri – Lovagok tere

## Oktatás
- Pisai Szent Anna Egyetem

## Híres emberek

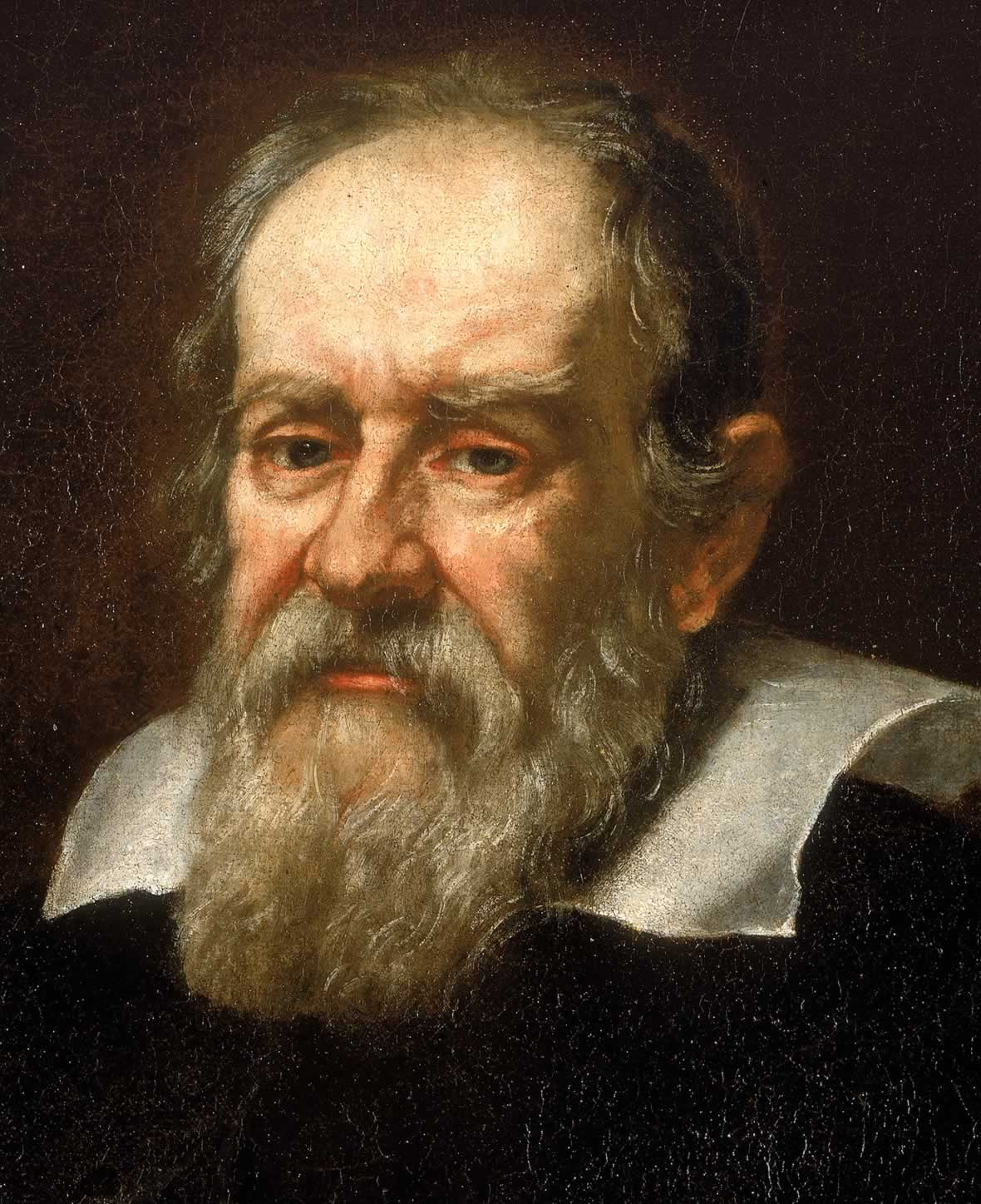
Galileo Galilei

### Tudósok
- Ulisse Dini – matematikus
- Leonardo Fibonacci – matematikus
- Giovanni Battista Donati – matematikus és asztronómus
- Galileo Galilei – fizikus, asztronómus és matematikus
- Antonio Pacinotti – fizikus
- Luigi Puccianti – fizikus
- Bruno Pontecorvo – fizikus
- Guido Pontecorvo – genetikus
- Gaetano Savi – botanikus
- Paolo Savi – zoológus és geológus
- Antonio D’Achiardi – mineralógus
- Pietro Pierini – fizikus

### Szépirodalom
- Silvano Arieti – író és orvos
- Beatrice Bargagna – könyvtáros
- Domenico Luigi Batacchi – író
- Maria Selvaggia Borghini – költőnő
- Filippo Buonarroti – író
- Enzo Carli – művészettörténész
- Burgundio Pisano – műfordító
- Giovanni Chiocca – enigmista
- Alessandro D’Ancona – író
- Fazio degli Uberti – költő
- Marino Dinucci – enigmista
- Ippolito Rosellini – egyiptológus
- Rustichello da Pisa – középkori románcok szerzője
- Antonio Tabucchi – író
- Marco Tangheroni – történész
- Girolamo Terramagnino da Pisa – középkori író
- Pannuccio dal Bagno Pisano – középkori költő
- Lotto di Ser Dato – középkori költő
- Natuccio Anquino – középkori költő
- Betto Mettefuoco da Pisa – középkori költő
- Pucciandone Martelli – középkori költő
- Galletto Pisano – középkori költő
- Uguccione da Pisa – középkori író
- Paolo Tronci – történész

### Vallás
- San Ranieri
- Santa Bona
- San Torpè
- Pietro Gambacorti
- II. Geláz pápa
- III. Jenő pápa
- VIII. Bonifác pápa
- Gabriele Cesano
- Raffaele Carlo Rossi
- Padre Sisto da Pisa
- Guido da Pisa
- Beato Agnello da Pisa
- Beato Alberto da Pisa
- Beato Bartolomeo Aiutamicristo da Pisa
- Beato Giovanni della Pace (Cini da Pisa)
- Beato Domenico Vernagalli
- Alessandro della Spina

### Történelmi hősök
- Eugenio Calò
- Francesco Fausto Nitti
- Kinzica de’ Sismondi
- Camilla della Rovere
- Leopoldo Vaccà Berlinghieri

### Politikusok
- Francesco Buonamici
- Silvestro Centofanti
- Giovanni D’Achiardi
- Guido Buffarini Guidi
- Ugolino della Gherardesca
- Enrico Letta
- Sidney Sonnino
- Alfredo Biondi

### Művészek
- Frà Gugliemo Agnelli – építész és szobrász
- Buscheto – építész
- Diotisalvi – építész
- Massimo Carmassi – építész
- Niccolò di Bartolomeo dell’Abrugia – festőművész
- Orazio Gentileschi – Pittore
- Alessandro della Gherardesca – építész
- Odoardo Borrani – festőművész
- Isaia da Pisa – szobrászművész
- Leo Ortolani
- Bonanno Pisano – építész
- Giovanni Pisano – szobrászművész
- Nino Pisano – szobrászművész
- Giunta Pisano – festőművész
- Nicola Pisano – szobrászművész
- Ranieri Grassi – író
- Alessandro da Morrona – festőművész és történész
- Rainaldo – építész
- Aurelio Lomi – festőművész
- Orazio Riminaldi – festőművész
- Ascanio Tealdi – festőművész
- Giovanni Battista Tempesti – festőművész
- Turino Vanni – festőművész
- Giuseppe Viviani – festőművész
- Viviano Viviani – festőművész

### Zene
- Andrea Bocelli – tenor operaénekes
- Vera Amerighi Rutili – szoprán operaénekes
- Alfredo Bandelli – dalszerző
- Amleto Barbieri – bariton operaénekes
- Emilio Barbieri – bariton operaénekes
- Angelo Bendinelli – tenor operaénekes
- Oreste Benedetti – bariton operaénekes
- Lamberto Bergamini – tenor operaénekes
- Umberto Borsò – tenor operaénekes
- Cesy Broggini – szoprán operaénekes
- Vasco Carmignani – bariton operaénekes
- Lelio Casini – bariton operaénekes
- Angelo Cavallaro – zenekar igazgató
- Giancarlo Ceccarini – bariton operaénekes
- Francesco Ciampi – zeneszerző
- Miryam Ferretti – énekes
- Mario Filippeschi – tenor operaénekes
- Ugo Franceschi – bariton operaénekes, zenekar igazgató
- Clara Frediani – szoprán operaénekes
- Amerigo Gentilini – tenor operaénekes
- Fabio Lione – metal énekes
- Carlo Lupetti – zenész
- Gemma Luziani – zenész
- Giovanni Carlo Maria Clari – zenész
- Petra Magoni – énekes
- Spartaco Marchi – bariton operaénekes
- Dario Marianelli – zeneszerző
- Gino Neri – tenor
- Maria Leopoldina Paolicchi – mezzoszoprán
- Mario Pierotti – bariton operaénekes
- Bruno Pizzi – kórus igazgató
- Afro Poli – bariton
- Liliana Poli Bardelli – szoprán operaénekes
- Luigi Quercioli – zenekar igazgató
- Marcello Rossi – bariton operaénekes
- Titta Ruffo – bariton operaénekes
- Vicleffo Scamuzzi – bariton operaénekes

### Filmművészek
- Paolo Benvenuti – rendező
- Andrea Balestri – színész
- Andrea Buscemi – színész és színházi rendező
- Paolo Conticini – színész
- Valentine Demy – színész
- Roberto Farnesi – színész
- Cristiano Militello – színész
- Gillo Pontecorvo – rendező
- Aldo Reggiani – színész

### Sportolók
- Christian Amoroso – labdarúgó
- Iacopo Balestri – labdarúgó
- Michele Bartoli – kerékpározó
- Piero Del Papa – birkózó
- Alessio Galletti – kerékpározó
- Alessandro Birindelli – labdarúgó
- Giorgio Chiellini – labdarúgó
- Giovanni Galli – labdarúgó
- Tommaso Maestrelli – labdarúgó
- Francesco Marianini – labdarúgó
- Daniele Meucci – atléta
- Andrea Parola – labdarúgó
- Alessandro Puccini – vívó
- Salvatore Sanzo – vívó
- Gianluca Signorini – labdarúgó
- Gionatha Spinesi – labdarúgó
- Marco Storari – labdarúgó
- Simone Vanni – vívó

## Testvértelepülések
- Németország Unna
- Franciaország Angers
- Izrael Akkon
- USA Niles (Illinois)
- Brazília Corumbà

## Éghajlata
Pisa mediterrán éghajlatú. Hűvös-enyhe tél és forró nyár jellemzi. A csapadékmennyiség ősszel tetőzik.
| Hónap | Jan.  | Feb. | Már. | Ápr. | Máj. | Jún. | Júl. | Aug. | Szep. | Okt. | Nov. | Dec. | Év    |
| --- | ----- | ---- | ---- | ---- | ---- | ---- | ---- | ---- | ----- | ---- | ---- | ---- | ----- |
| Rekord max. hőmérséklet (°C) | 17,6  | 21,0 | 24,0 | 27,9 | 30,9 | 35,0 | 37,8 | 38,8 | 36,2  | 30,2 | 24,0 | 20,4 | 38,8  |
| Átlagos max. hőmérséklet (°C) | 11,4  | 12,6 | 15,2 | 17,8 | 22,2 | 26,0 | 29,4 | 29,5 | 25,7  | 20,9 | 15,3 | 11,8 | 19,9  |
| Átlagos min. hőmérséklet (°C) | 2,2   | 2,5  | 4,4  | 7,2  | 10,7 | 14,1 | 16,7 | 17,2 | 14,3  | 10,7 | 6,1  | 3,4  | 9,2   |
| Rekord min. hőmérséklet (°C) | −13,8 | −8,4 | −8,2 | −3,2 | 2,8  | 5,8  | 8,8  | 8,2  | 3,8   | 0,3  | −7,2 | −7,2 | −13,8 |
| Átl. csapadékmennyiség (mm) | 63    | 58   | 60   | 89   | 62   | 48   | 25   | 49   | 102   | 140  | 124  | 74   | 894   |
| Havi napsütéses órák száma | 105   | 122  | 152  | 192  | 242  | 267  | 316  | 279  | 219   | 177  | 111  | 93   | 2275  |
| Forrás: Servizio Meteorologico (temperature and precipitation data 1971–2000) , Servizio Meteorologico (relative humidity and sun data 1961–1990) |       |      |      |      |      |      |      |      |       |      |      |      |       |

## Fordítás
- Ez a szócikk részben vagy egészben  a   Fibonacci című olasz Wikipédia-szócikk fordításán alapul.  Az eredeti cikk szerkesztőit annak laptörténete sorolja fel. Ez a jelzés csupán a megfogalmazás eredetét és a szerzői jogokat jelzi, nem szolgál a cikkben szereplő információk forrásmegjelöléseként.